# Гречкові
Гречкові (Polygonaceae) — відділ покритонасінні (Magnoliophyta), родина дводольних рослин порядку гвоздикоцвітих.

## Загальна біоморфологічна характеристика

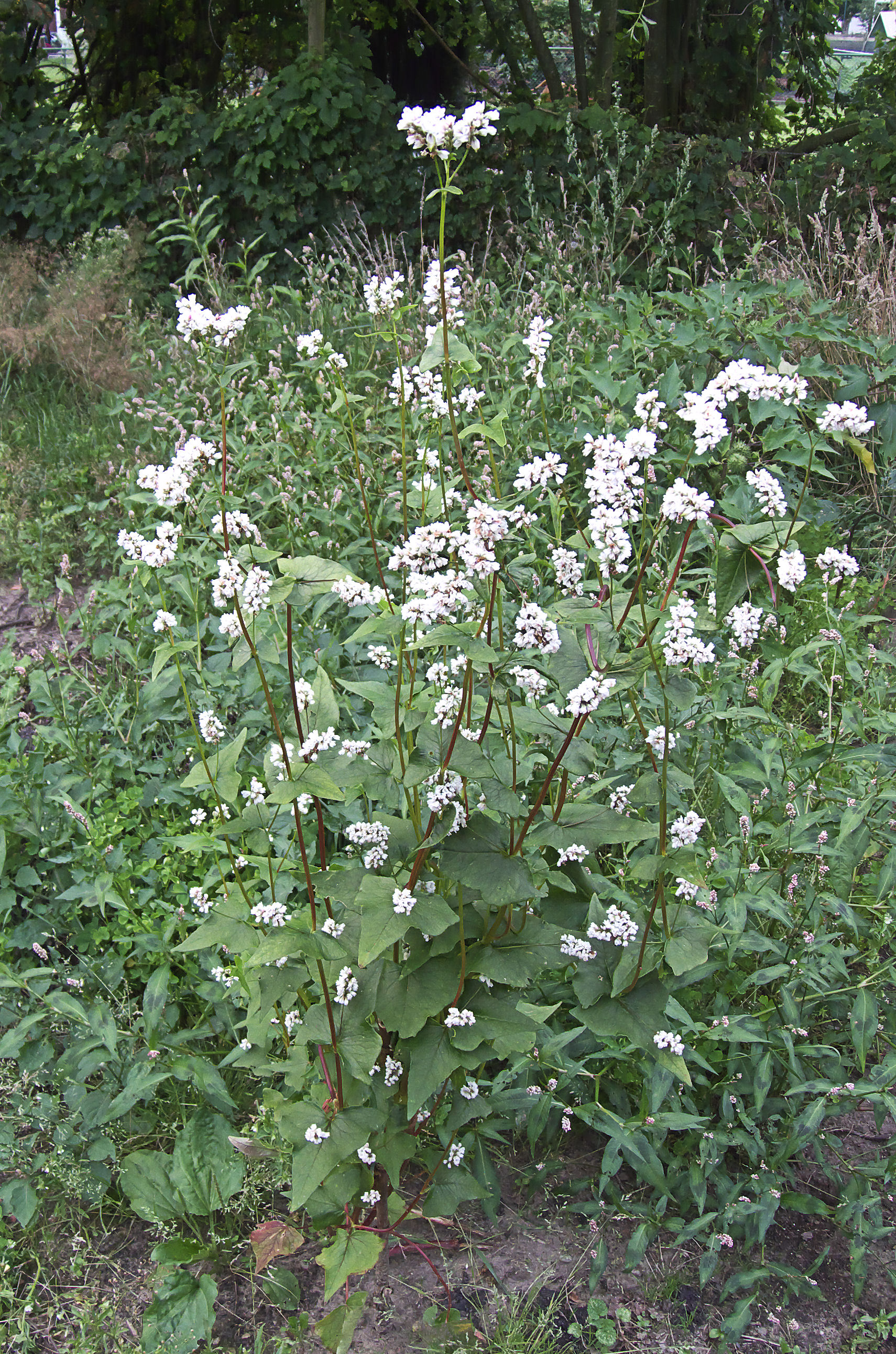
Гречка звичайна

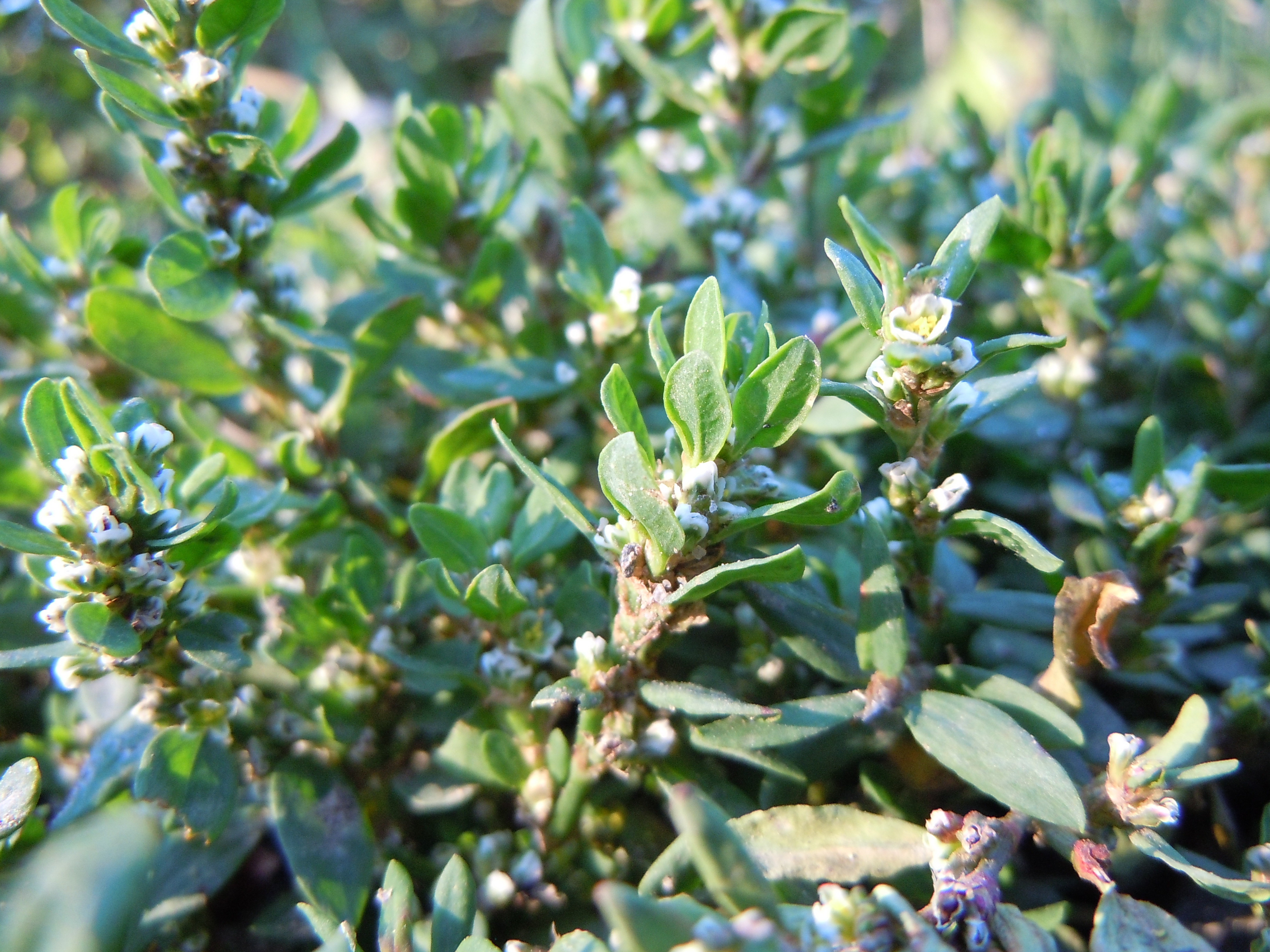
Спориш звичайний

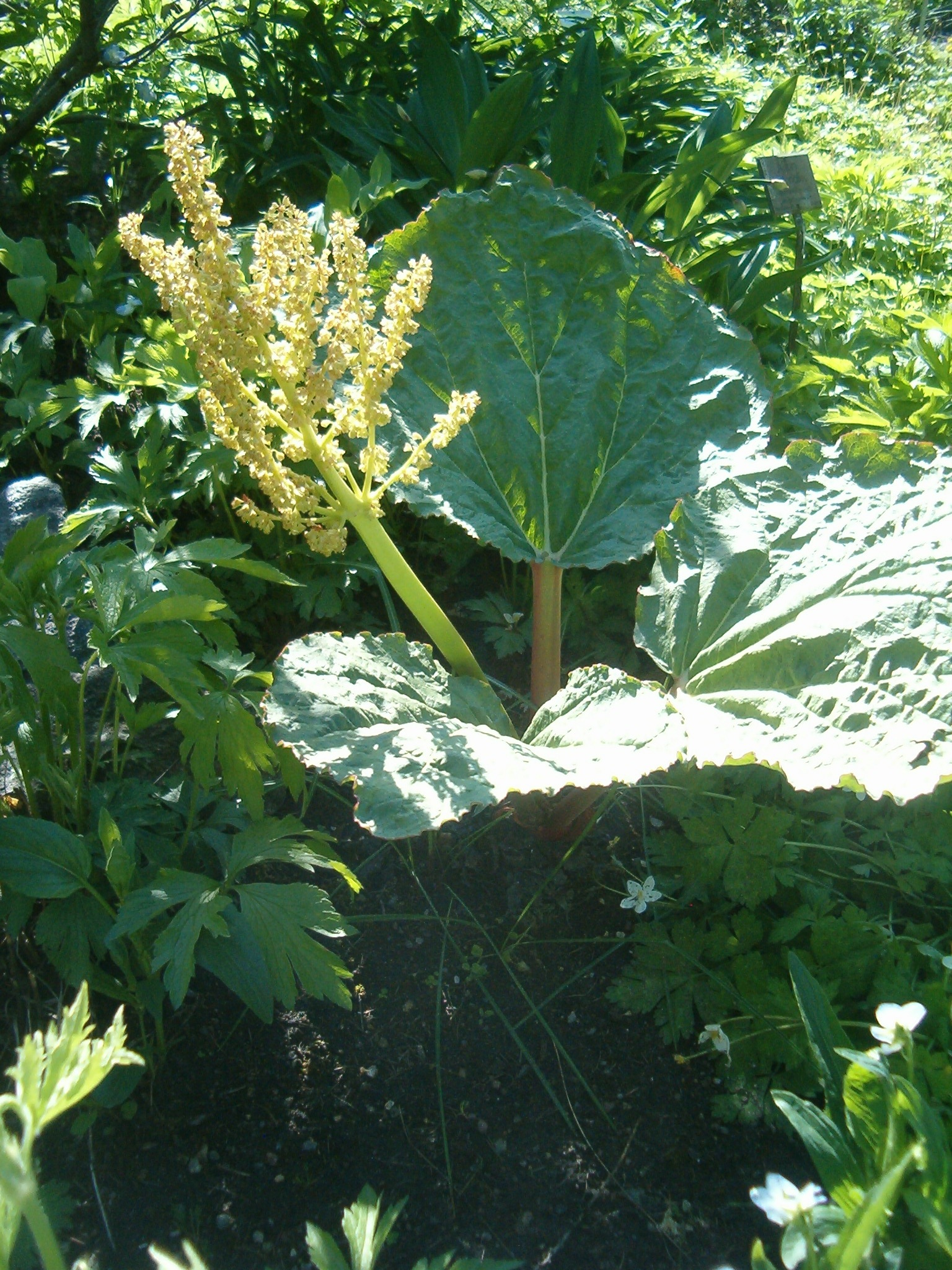
Ревінь Федченко

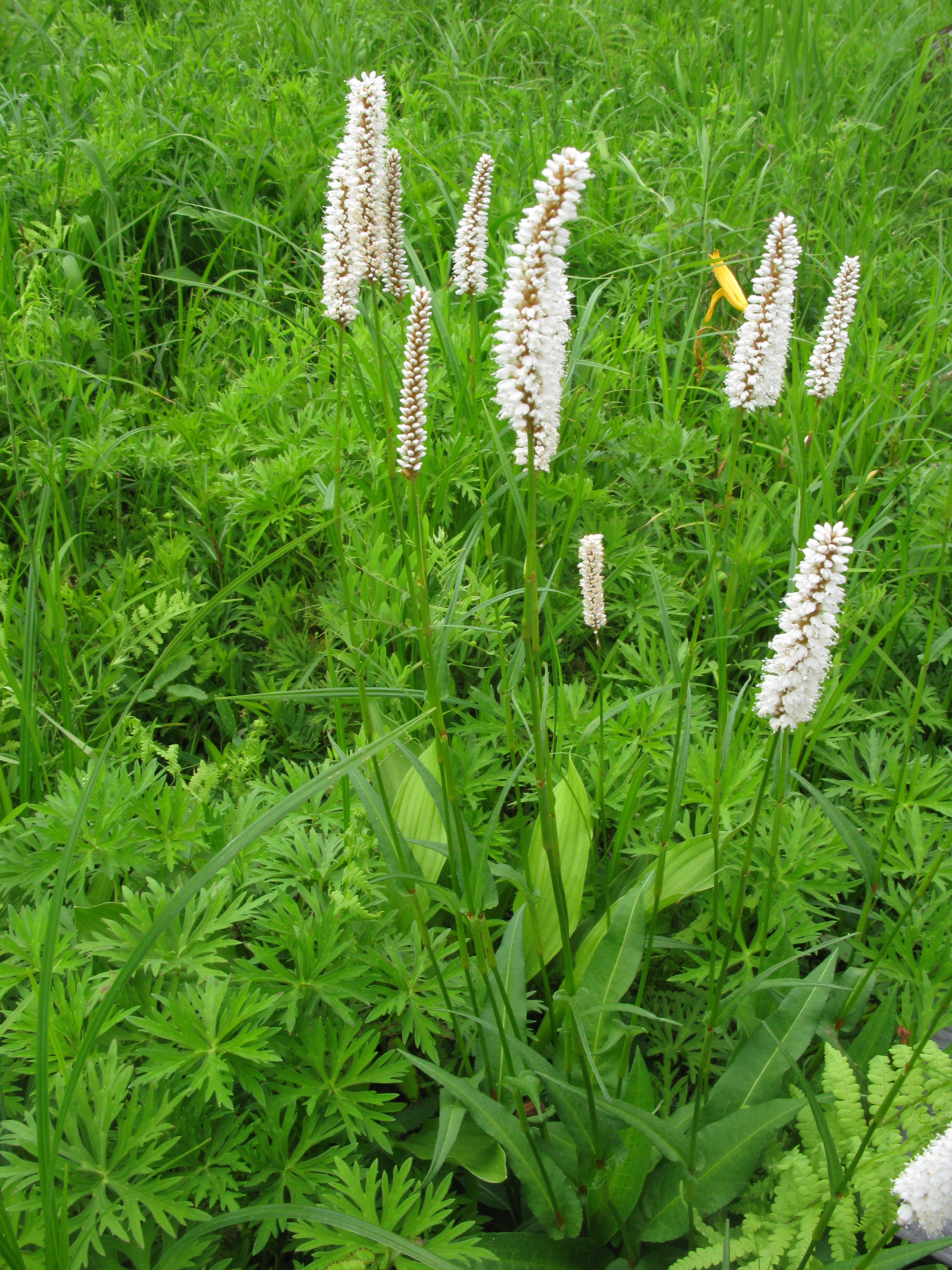
Гірчак зміїний

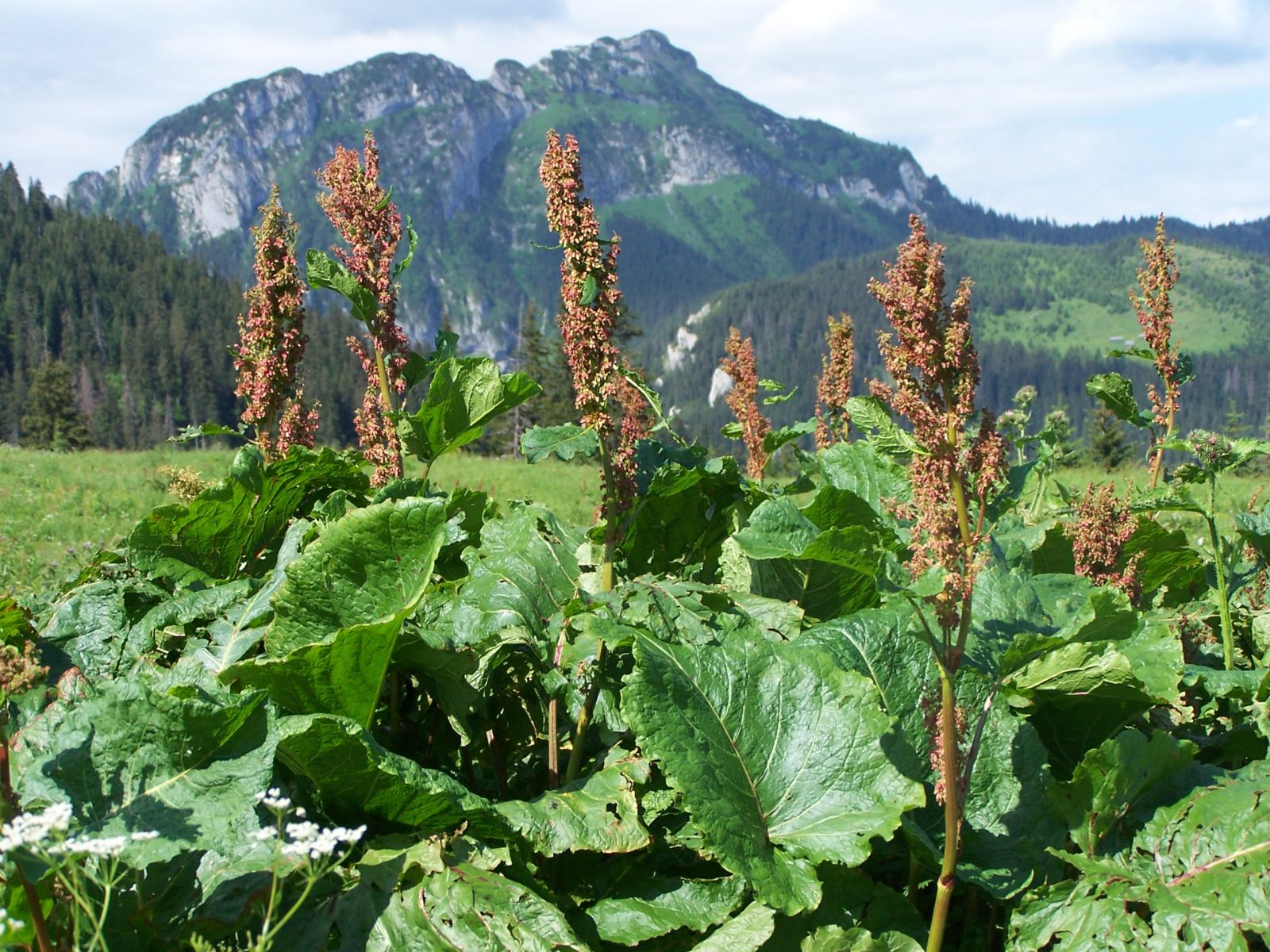
Щавель альпійський

Переважно однорічні (гречка) і багаторічні (ревінь) трави (в умовах помірної зони), рідше чагарники (мюленбекія — Muehlenbeckia), дерева (кокколоба — Coccoloba) або ліани (гірчак бальджуанський — Polygonum baldshuanicus) (в тропіках і субтропіках).
Листки чергові, прилистки зростаються й утворюють тонку плівку — піхву, що обхоплює вузлувате стебло.
Суцвіття представлене китицями.
Квітки складаються з простої віночкоподібної або чашечкоподібної оцвітини з 5—6 частками, частіше двостатеві, правильні.
Кількість тичинок варіює від трьох до дев'яти.
Маточка одна, зав'язь одногнізда, верхня, з 2—3 стовпчиками, які мають головчасті або китицеподібні приймочки.
Плід — дво- або тригранний горішок, іноді — сім'янка; насіння з борошнистим ендоспермом.
Формула квітки: {\displaystyle \ast Ca_{6-3}\;A_{3+3}\;G_{({\underline {3}})}} або {\displaystyle \mathrm {\ast \;P_{(5-6)}\;A_{5-6}\;G_{({\underline {3}})}} }

## Запилення
В родині гречкових відомо вітро-та комахозапилення. Квітки багатьох видів щавлю пристосовані до запилення вітром. Вони розташовуються на досить довгих квітконіжках, легко розгойдуються при поривах вітру, а великі перисті приймочки добре вловлюють пилок. У ентомофільних представників родини, наприклад у ревіня і гірчака, приймочки зазвичай голівчасті. У квітках гречкових комах приваблює нектар, який виділяють нектарники, розташовані при основі тичинок, іноді в квітках є нектароносні диски. Запилювачами є комахи з коротким хоботком, головним чином бджоли і мухи.

## Розмноження
Для більшості гречкових характерно рясне цвітіння і плодоношення. Плоди зазвичай поширюються вітром, чому сприяють різні пристосування.  У багатьох видів щавлю три внутрішні частки оцвітини сильно розростаються до моменту плодоношення і оточують плід, не приростаючи до нього. Плоди щавлю добре плавають, так як на оцвітині зазвичай розвиваються особливі здуття — желвачки — з губчастої паренхімної тканини. Плоди деяких видів щавлю опадають взимку і переносяться вітром по снігу.  Іноді плоди гречаних поширюються тваринами. Наприклад, плоди бур'янистих рослин, таких, як щавель малий, або щавелек (Rumex acetosella) і спориш, розносяться разом з брудом, який прилип до ніг домашніх тварин.
У гречкових відомо не тільки насіннєве, але і вегетативне розмноження.

## Поширення та екологія
Родина гречкових налічує за різними даними від 750 до 1266 видів. Гречкові широко поширені на всіх континентах земної кулі, але особливо численні в північній помірній зоні. Центром їх видового різноманіття вважаються Центральна і Південна Америка.
Представники родини зростають в найрізноманітніших екологічних умовах. Багато представників є мезофітами, наприклад, гречка посівна (Fagopyrum esculentum), щавель кислий (Rumex acetosa) та ін. На альпійських високогірних луках зустрічається ревінь благородний (Rheum nobile). У вкрай посушливих умовах в пустелях Азії на слабозакрепленних пісках зростає джузгун (Calligonum). Деякі види є водними рослинами, наприклад, гірчак бородатий (Polygonum barbatum) в тропічних водоймах або гірчак земноводний (Polygonum amphibium) в умовах середньої смуги.
Зростають також вздовж доріг, по дворах, вигонах, берегах рік і т. ін. Широке поширення має спориш звичайний, або пташина гречка — дрібна рослина, яка добре переносить витоптування.
У посівах бур'янами є гірчак повстяний, гірчак лляний і витка гречка березкоподібна. Остання має виткі стебла заввишки від 10 до 100 см.
На вогких місцях росте водяний перець — однорічна рослина, отруйна, із смаком перцю; використовується як лікарська, кровоспинна. Декоративне значення має гречка сахалінська — висока багаторічна рослина, яка швидко відростає від кореневищ.
На луках зустрічається гірчак зміїний — багаторічна рослина з могутнім, червоподібно зігнутим кореневищем і види з роду щавель, наприклад щавель кінський, щавель горобиний, щавель кислий. Вони свідчать про надмірну кислотність ґрунту, який потребує вапнування.

## Систематика
За будовою ендосперму і циклічному або нециклічні розташуванню оцвітини родина гречкових ділиться на 3 підродини: щавлеві (Rumicoideae) з циклічною квіткою і нерумінованим ендоспермом; гречкові (Polygonoideae) з нециклічною квіткою і нерумінованим ендоспермом і коколобові (Coccoloboideae) зазвичай з нециклічною оцвітиною і румінованим ендоспермом.
Сайт «The Plant List» наводить список з 56 родів родини гречкових.
| - Acanthoscyphus - Aconogonum - Afrobrunnichia - Ampelgonum - Antigonon - Aristocapsa - Atraphaxis - Bistorta - Brunnichia - Calligonum - Centrostegia - Chorizanthe - Coccoloba - Dedeckera | - Delopyrum - Dodecahema - Emex - Enneatypus - Eriogonum - Fagopyrum - Fallopia - Gilmania - Goodmania - Gymnopodium - Harfordia - Harpagocarpus - Hollisteria - Johanneshowellia | - Knorringia - Koenigia - Lapathum - Lastarriaea - Mucronea - Muehlenbeckia - Nemacaulis - Neomillspaughia - Oxygonum - Oxyria - Oxytheca - Parapteropyrum - Persicaria - Pleuropterus | - Podopterus - Polygonella - Polygonum - Pteropyrum - Pteroxygonum - Reynoutria - Rheum - Rumex - Ruprechtia - Sidotheca - Stenogonum - Symmeria - Systenotheca - Triplaris |

## Використання

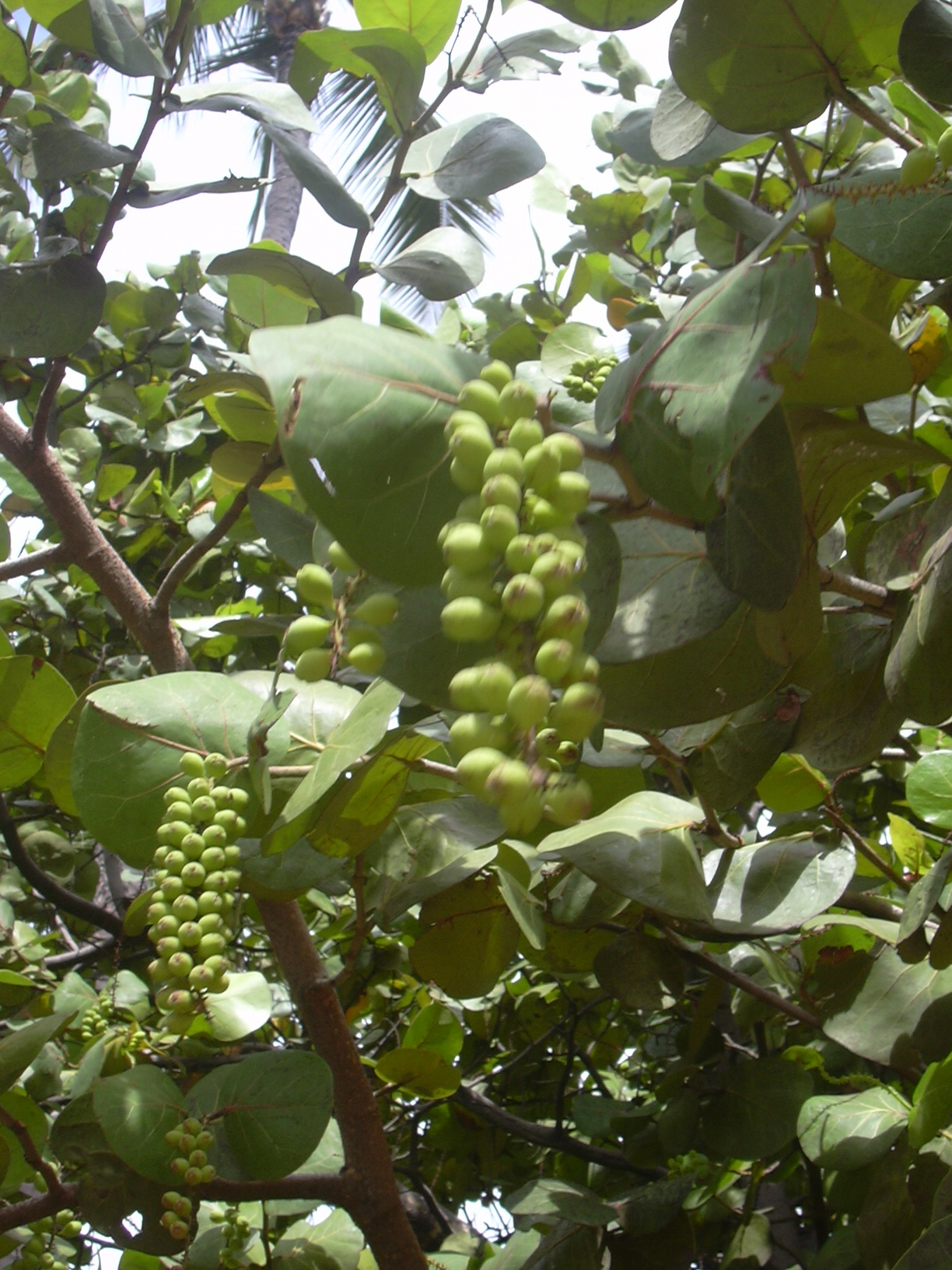
Морський виноград

Гречка звичайна — важлива сільськогосподарська культура. ЇЇ вирощують в усьому світі для отримання зерна. Крім того вона — чудовий медонос.
У пустелях Середньої Азії величезне значення має джузгун. Його використовують для укріплення сипучих пісків. Цей кущ легко укорінюється і поширюється завдяки численним плодам, щетинисті придатки яких сприяють перекочуванню їх по піску.
В овочівництві з гречкових вирощоють ревінь — велику багаторічну рослину з товстими дудчастими стеблами і великими листками, їх черешки вживають у їжу і в медицині.
Лікарські властивості гречкових відомі з глибокої давнини. Вони мають широке застосування у медичній практиці, як в'яжучі засоби, сечогінні, протигемороїдальні засоби, для припинення кровотеч. Із суцвіть гречки одержують глікозид рутин, який застосовують для зниження кров'яного тиску.
Серед гречкових є також фарбувальні рослини. З коренів спориша звичайного (Polygonum aviculare) і гірчака фарбувального (Polygonum tinctorium) одержують синю фарбу, жовту — з коренів щавлю кінського (Rumex confertus). У басейні річки Конго (Заїр) культивують щавель абіссінський (Rumex abyssinicus), що дає червону фарбу.
Деякі види гречкових, як, наприклад, гірчак сахалінський (Polygonum sachalinense), гірчак Вейріха (Polygonum wyrichii) і гречка японська (Polygonum cuspidatum), використовуються як декоративні рослини.

## Гречкові в Україні
У флорі України види родини Гречкові представлені трав'янистими рослинами.
Три види гречкових Кисличник двостовпчиковий, Кучерявка відігнута, Кучерявка кущова входять до Червоної книги України.